# Relações entre Arábia Saudita e Reino Unido
As relações entre Arábia Saudita e Reino Unido são as relações diplomáticas estabelecidas entre o Reino da Arábia Saudita e o Reino Unido da Grã-Bretanha e Irlanda do Norte.

## Defesa
A Arábia Saudita é um dos principais compradores de armas e equipamentos militares do Reino Unido. Os caças multiuso Eurofighter Typhoon e Panavia Tornado, fazem parte do inventário da Força Aérea Saudita.